# Parhelophilus kurentzovi
Parhelophilus kurentzovi är en tvåvingeart som beskrevs av Violovitsh 1960. Parhelophilus kurentzovi ingår i släktet strandblomflugor, och familjen blomflugor. Inga underarter finns listade i Catalogue of Life.